# ČFK Kickers
Der Český footballistický kroužek Kickers, kurz ČFK Kickers, war ein tschechischer Fußballverein aus Prag. Er wurde 1893 als Český footballistický kroužek Akademického gymnasia gegründet und war einer der ersten tschechischen Fußballklubs.
Die Mannschaft setzte sich aus Studenten des Akademischen Gymnasiums in Prag zusammen.
Der ČFK Kickers gewann im Frühjahr 1896 die erste inoffizielle tschechische Fußballmeisterschaft (tschechisch Národní zápasy mužstev kopaný míč cvičících) und bestritt das erste offiziell organisierte Fußballspiel in Böhmen. Am 22. März 1896 trafen die Kickers auf der Prager Königswiese (heute: Kaiserwiese) auf den AC Prag, dessen Spieler allerdings beim Stand von 1:0 für den ČFK Kickers wohl aus Protest gegen die Schiedsrichterleistung den Platz verließen und nicht mehr zurückkamen. Nachdem auch der AC Sparta nach einem 0:0 gegen SK Slavia aus der Meisterschaft austrat, konnte das Spiel der verbliebenen Mannschaften ČFK Kickers gegen SK Slavia als Finale angesehen werden – die Kickers gewannen mit 2:1.
1897 wurde den Studenten das Fußballspielen verboten, die meisten Spieler traten der Mannschaft Český Sculling Cercle bei.

## Erfolge
- Böhmischer Meister 1896 (inoffiziell)